# Brezula
Brezula – wieś w Słowenii, w gminie Rače-Fram. W 2018 roku liczyła 268 mieszkańców.